# Aulostomus chinensis
Aulostomus chinensis är en fiskart som först beskrevs av Carl von Linné 1766.  Aulostomus chinensis ingår i släktet Aulostomus och familjen Aulostomidae. Inga underarter finns listade.

## Bildgalleri

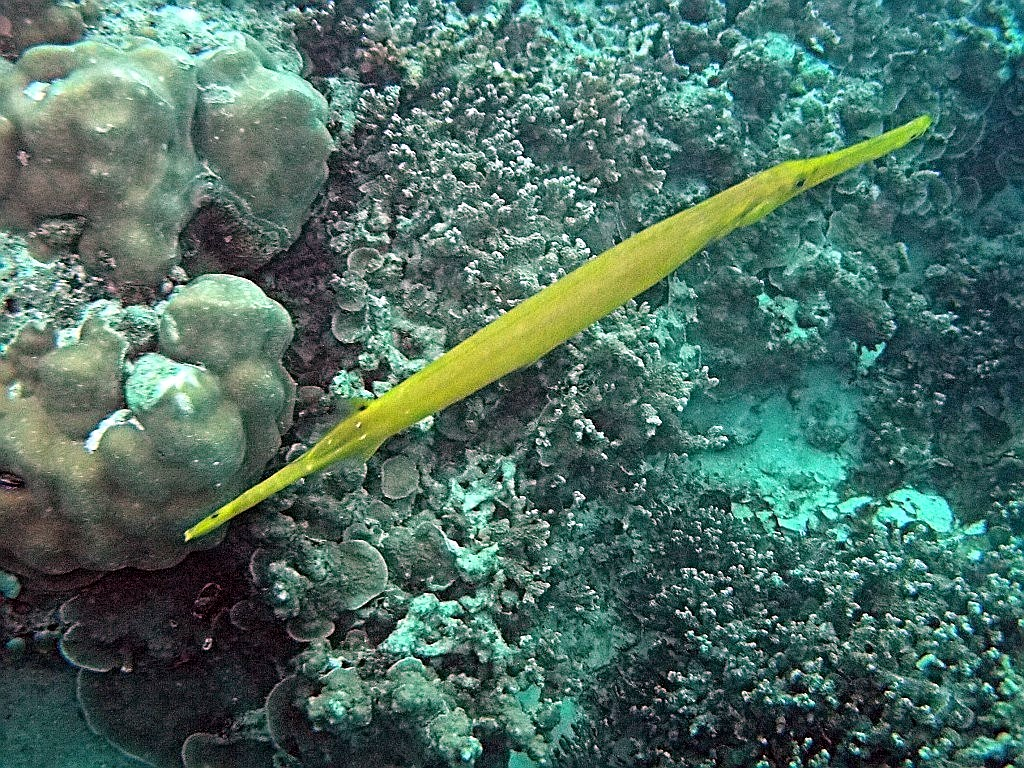
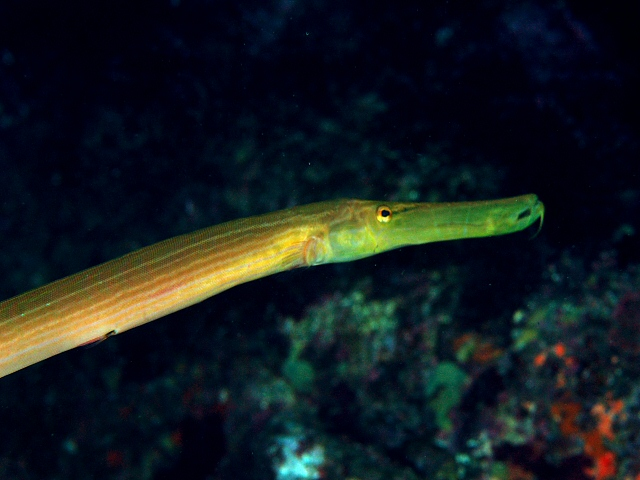
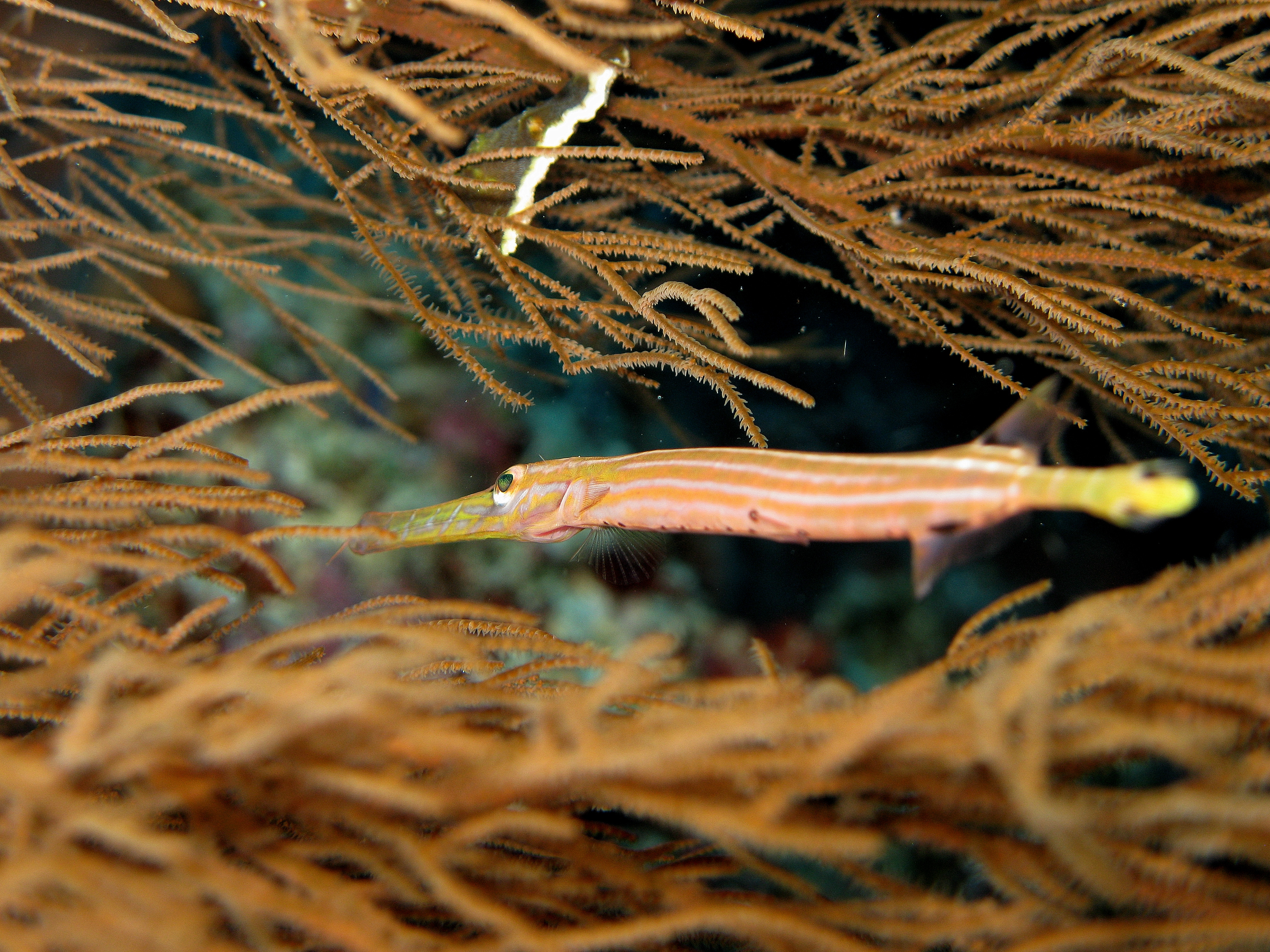
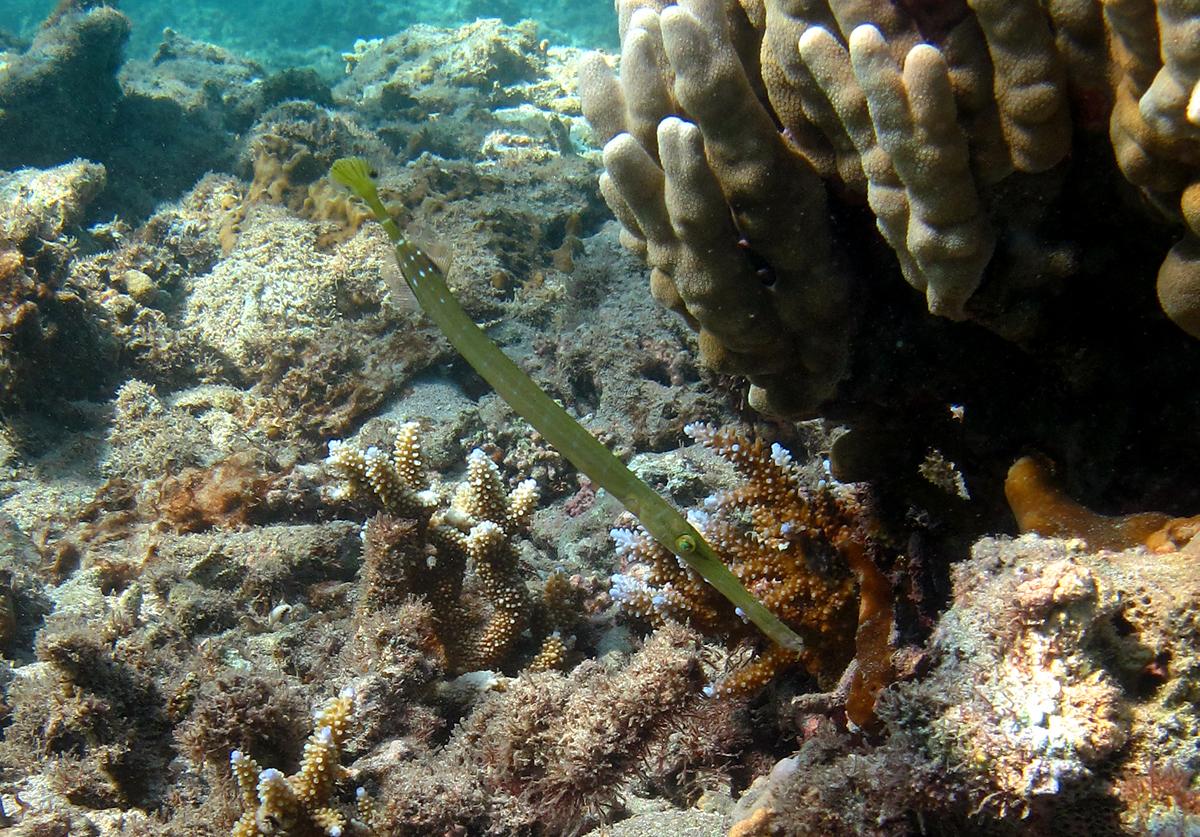